# 茨城基督教大学短期大学部
茨城基督教大学短期大学部（日语：／ Ibaraki Kirisutokyō Daigaku   Tanki Daigakubu *），简称茨基短，是过去一所位于日本茨城县日立市的私立短期大学。前身是茨城基督教短期大学（日语：／ Ibaraki Kirisutokyō Tanki Daigaku *）。

## 概要

### 简介
- 学校最早可以追溯到1948年[1][2]。短期大学为于1950年开办[2]、由学校法人茨城基督教学园经营。招生到2003年、停办于2006年[3]。为男女同校。

### 历史
- 1950年 茨城基督教短期大学成立并同时设置两个学科、以下列举。
  - 英语科
  - 教养科
- 1951年 家政科成立[3]。
- 1974年 日本文学科成立（招生到1997年、正式停办于2000年）[3]。
- 1988年 两个学科改名为、以下列举[3]。
  - 家政科→生活文化学科（招生到1999年、正式停办于2002年）
  - 教养科→教养学科
- 1990年 改校名为紫苑短期大学[3]。
- 2000年 改校名为茨城基督教大学短期大学部[3]。
- 2003年 招生最后、次年停止招生（正式停办于2006年6月14日[3]）。

### 宪章
- 请参看茨城基督教大学短期大学部的标志 （日語） 2014年3月17日阅览。

## 学校环境
- 校区：在茨城县日立市[注 1]

## 组织

### 学科
- 英语科
- 教养学科

### 前学科
| - 生活文化学科 - 日本文学科 |

### 专科
| - 没有 |

### 业余课程
| - 没有 |

## 相关链接
- 日本短期大学列表